# Deta Hedman
Deta Hedman   (Kingston, 14 de novembre de 1959) és una jugadora de dards anglesa d'origen jamaicà que juga en esdeveniments de la Federació Internacional de Dards (WDF). Ha estat inclosa a la llista 100 Women de la BBC

## Biografia
Hedman va néixer a Jamaica l'any 1959. Els seus pares van emigrar al Regne Unit a principis dels anys seixanta, deixant Hedman i els seus germans a càrrec de familiars a Jamaica. Va passar l'infància amb la seva tia a Castleton en una barraca sense aigua corrent ni electricitat, anant a l'escola de dilluns a dijous i treballant a la granja els divendres. Els seus pares finalment van establir-se a Witham, Essex i, amb el pas del temps, van portar els seus fills al Regne Unit; Hedman va arribar-hi el gener de 1973. Va començar a jugar a dards amb el seu germà gran després de fer de cangur per a ell i després al pub local de Witham i de pobles més llunyans d'Essex. Quan tenia 25 anys, es va u nir a una súper lliga, va ser seleccionada per al comtat i el 1987 va començar a jugar en esdeveniments de la British Darts Organization.

## Carrera
Deta Hedman va arribar a la final dels Masters World Women per primera vegada el 1990, perdent contra Rhian Speed. Va vèncer la campiona defensora del títol Mandy Solomons per guanyar el Masters World Women de 1994. Va retirar-se temporalment dels dards el 1997 per compromisos laborals. Des de 1994 va liderar el rànquing mundial, essent així la número 1 del món.
Hedman va tornar als dards el 2002 amb la Corporació Professional de Dards. Es va classificar per a l'Open del Regne Unit el 2004 i, amb més notorietat, el 2005, quan va derrotar Aaron Turner i Norman Fletcher abans de perdre contra Wayne Atwood els darrers 64. La seva victòria contra Turner va ser la primera d'una jugadora de dards femenina sobre un jugador masculí en un important esdeveniment televisat.
A causa dels compromisos laborals, Hedman es va retirar de nou el 2007 però va tornar al BDO el 2009. Després de guanyar nombrosos opnes el 2009, es va classificar per al Campionat del Món Femení de BDO per primera vegada el 2010. Va vèncer Irina Armstrong per 2-0 al quarts de final, però va ser derrotada per 2-0 per l'última campiona Trina Gulliver a les semifinals. Hedman va guanyar el torneig BDO Classic 2010 superant Karen Lawman per 3-2 a la final.
Hedman també va competir al primer campionat mundial de dards femení de PDC el 2010, però va perdre contra Fiona Carmichael als quarts de final.
Al Campionat Mundial de Dards BDO del 2011, Hedman va derrotar la belga Patricia de Peuter per 2–1 als quarts de final abans de ser clarament superada per 2–0 per Rhian Edwards a les semifinals.
La millor progressió de Hedman al Campionat Mundial de Dards BDO va arribar el 2012, on va vèncer Rhian Edwards i Lorraine Farlam per arribar a la final. A la final, va superar Anastasia Dobromyslova per un set i va llançar-se vers el campionat, però es va trencar i finalment va perdre per 2-1. Aquest segon lloc va ser igualat en el campionat de 2016, on va perdre a la final contra Trina Gulliver.
Tot i haver estat classificada número 1 del Campionat Mundial de Dards de BDO 2013, Hedman va ser eliminada en la primera ronda 0-2 per Lisa Ashton. La temporada següent, Hedman va guanyar 14 títols i va tornar a arribar a la final mundial, però va tornar a perdre aquesta vegada de 2-0 en sets i 2-1 en cames, després d'haver tornat a guanyar el títol. Hedman va perdre l'últim 3-2 contra Lisa Ashton tot i tenir un percentatge de caixa superior al 75%.
Hedman va arribar a la final del campionat mundial de dards BDO 2016, però va ser superada per Trina Gulliver, que va obtenir el seu desè títol.

### PDC
Va competir per obtenir una targeta turística a la Q-School del 2020, però no va aconseguir obtenir-la. L’octubre de 2020, el PDC va celebrar la sèrie femenina inaugural un conjunt de 4 proves amb 2 places classificatives per al Campionat Mundial de Dards del PDC 2021. Va empatar amb Fallon Sherrock per ordre de mèrit, però Hedman va guanyar superant 85-83 a Sherrock per les rondes guanyades, és a dir, Hedman disputarà els principals campionats mundials de PDC del 2021.

## Resultats del Campionat del Món
PDC
- 2010: Quarts de final (perdut contra Fiona Carmichael 2–4)

BDO
- 2010: Semifinal (perdut contra Trina Gulliver 0–2)
- 2011: Semifinal (perdut contra Rhian Edwards 0–2)
- 2012: Finalista (perdut contra Anastasia Dobromyslova 1–3)
- 2013: Quarts de Final (perdut contra Lisa Ashton 0–2)
- 2014: Finalista (perdut contra Lisa Ashton 2–3)
- 2015: Primera ronda (perdut contra Lisa Ashton 1–2)
- 2016: Finalista (perdut contra Trina Gulliver 2–3)
- 2017: Primera ronda (perdut contra Casey Gallagher 1–2)
- 2018: Semifinal (perdut contra Lisa Ashton 0–2)
- 2019: Primera ronda (perdut contra Maria O'Brien 0–2)
- 2020: Primera ronda (perdut contra Laura Turner 0–2)

## Torneigs guanyats
| Torneig                  | Any/s                        |
| ------------------------ | ---------------------------- |
| Antwerp Open             | 1993, 2010                   |
| Australian Grand Masters | 1994                         |
| BDO International Open   | 2012, 2013, 2014             |
| Belgium Open             | 1996, 2009, 2011             |
| Blackpool Grosvenor Open | 2012                         |
| British Classic          | 2010, 2012, 2014             |
| British Open             | 2009, 2013, 2014             |
| British Penthalon        | 2010, 2013, 2014             |
| Camber Sands Open        | 1988                         |
| Centerparcs Masters      | 2009, 2011                   |
| Cockney Classic          | 1990                         |
| Czech Open               | 2011, 2013                   |
| Denmark Masters          | 2014                         |
| Denmark Open             | 1994, 1995, 2014             |
| Dutch Open               | 2010                         |
| England Classic          | 2010, 2012, 2013             |
| England Masters          | 2010                         |
| England Open             | 1996, 2013                   |
| Finnish Open             | 1989, 1991, 1992, 1996, 2010 |
| French Open              | 1994, 1995, 2014             |
| German Masters           | 2014                         |
| German Open              | 2011, 2012, 2013             |
| Granite City Open        | 2009, 2012                   |
| Grosvenor Grand Prix     | 2012                         |
| Hal Open                 | 2014                         |
| Harlow Open              | 2009                         |
| International Open       | 2012                         |
| Isle of Man Open         | 1990, 1991, 1992, 1996, 2011 |
| Kent Open                | 2012                         |
| Mariflex Open            | 2010, 2012, 2013             |
| May Day Open             | 1989                         |
| Mill Ryth Open           | 2011                         |
| Muensterland Trophy      | 2014                         |
| Northants Open           | 2011                         |
| Northern Ireland Open    | 2012, 2013                   |
| Norway Open              | 1992, 1994                   |
| Pacific Masters          | 1994                         |
| PDC Women's Series       | 2020                         |
| Police Masters           | 2011, 2012, 2013             |
| Polish Open              | 2011, 2012, 2013             |
| Ricoh Open               | 2012                         |
| Scottish Open            | 1995, 1997, 2012, 2013       |
| Seashore Festival Open   | 1987, 1993                   |
| Seawick Open             | 1995, 1996                   |
| Sunparcs Masters         | 2009, 2011                   |
| Swedish Open             | 1990, 1991, 1992, 1995, 2010 |
| Swiss Open               | 1989, 1991, 1992, 1996, 2012 |
| Turkish Open             | 2009                         |
| Vantaa Singles           | 2010                         |
| Welsh Classic            | 2013                         |
| Welsh Open               | 2011, 2012                   |
| WDF Europe Cup Singles   | 1994                         |
| WDF Europa Cup Pairs     | 1994, 1996                   |
| WDF World Cup Singles    | 2013                         |
| WDF World Cup Pairs      | 1995                         |

## Vida personal
El germà de Hedman, Rudi, va ser futbolista professional que jugava al Colchester United i al Crystal Palace. El seu altre germà, Al, també va ser jugador de dards professional i excampió del BDO britànic del 1995. El seu nebot Graham és atleta i s'ha especialitzat en curses de 400 metres.